# Портянки

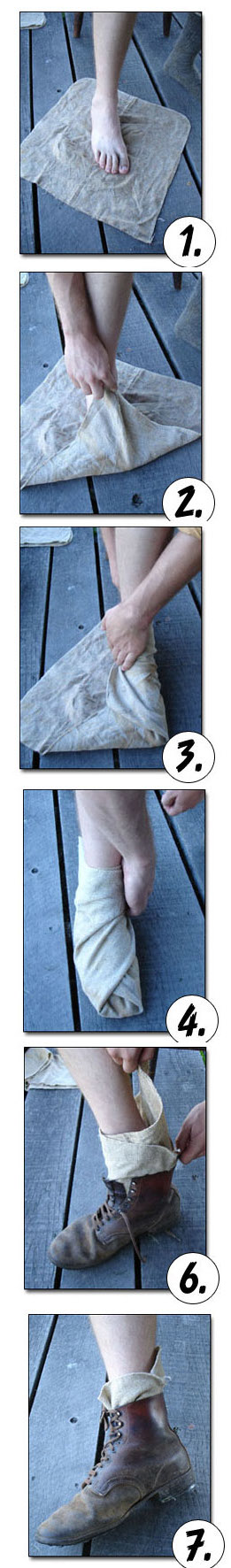
Финско-немецкий вариант наматывания портянки в ботинок

Портя́нки — куски ткани для обматывания ног перед их одеванием в сапоги или в ботинки. Предназначены для защиты ног от натирания внутренними частями обуви.
Портянки изготавливаются из байки, фланели и других видов хлопчатобумажной и шерстяной ткани. Размер портянок примерно 35 × 90 сантиметров. В разные годы существовали государственные нормы на изготовление портянок и в них были указаны разные размеры. Например, в 1978 году — 35 × 90 см, в 1983 году — 50 × 75 см, в 1990 году — 35 × 75 см.

## История
Онучи использовались славянскими и финскими племенами уже в конце первого тысячелетия вместе с традиционной обувью этого региона — лаптями.
В русском языке название происходит от древнерусского порть — «нарез или кусок ткани; одежда», другая версия — портно — грубый холст, портяница — отрезанная часть холста, портянки — портяница для оборачивания ног. В некоторых странах портянки ассоциируются с Россией: например, французское название портянок chaussette russe переводится как «русский чулок».
Комплект «сапог + портянка» ранее использовался в армиях многих государств и стран, но в продолжение XX века почти все они перешли на комплект «ботинки с высоким берцем + носок». Отказ от портянок произошел в армиях: ГДР в 1968 году, Финляндии в 1990 году, Украины в 2004 году. В ВС России портянки использовались несколько столетий вплоть до 2014 года, когда произошла смена кирзовых сапог на берцы как основной обуви солдата.

357. ...
Бельё нательное и постельное, полотенца, портянки и носки должны меняться один раз в неделю, в дни помывки в бане; поварам и пекарям нательное белье меняется не менее двух раз в неделю. Чистое нательное белье, полотенца, портянки и носки выдаются, а грязное белье сдается непосредственно в бане.
В случае необходимости смена белья, полотенец, портянок и носков производится чаще.— Глава 8. Сохранение и укрепление здоровья военнослужащих, Часть 2. Внутренний порядок, Устав внутренней службы Вооружённых Сил Российской Федерации, 1993 года, в исходной редакции.

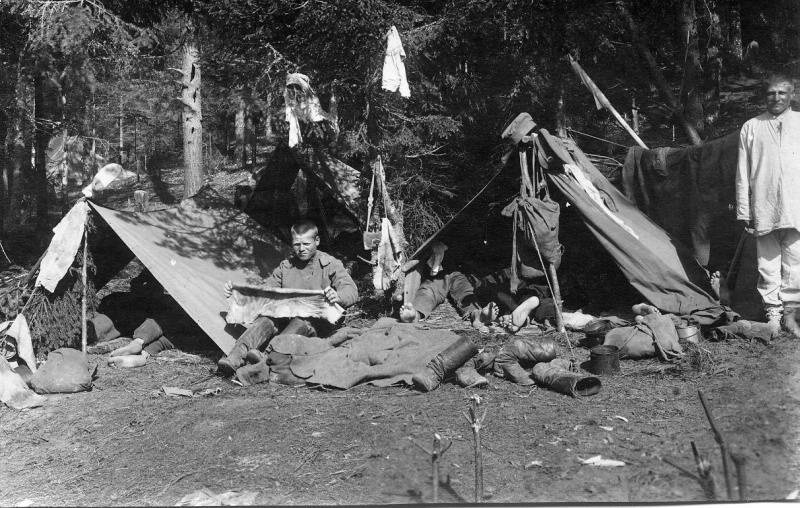
Духовщинский 267-й пехотный полк, 1916 год
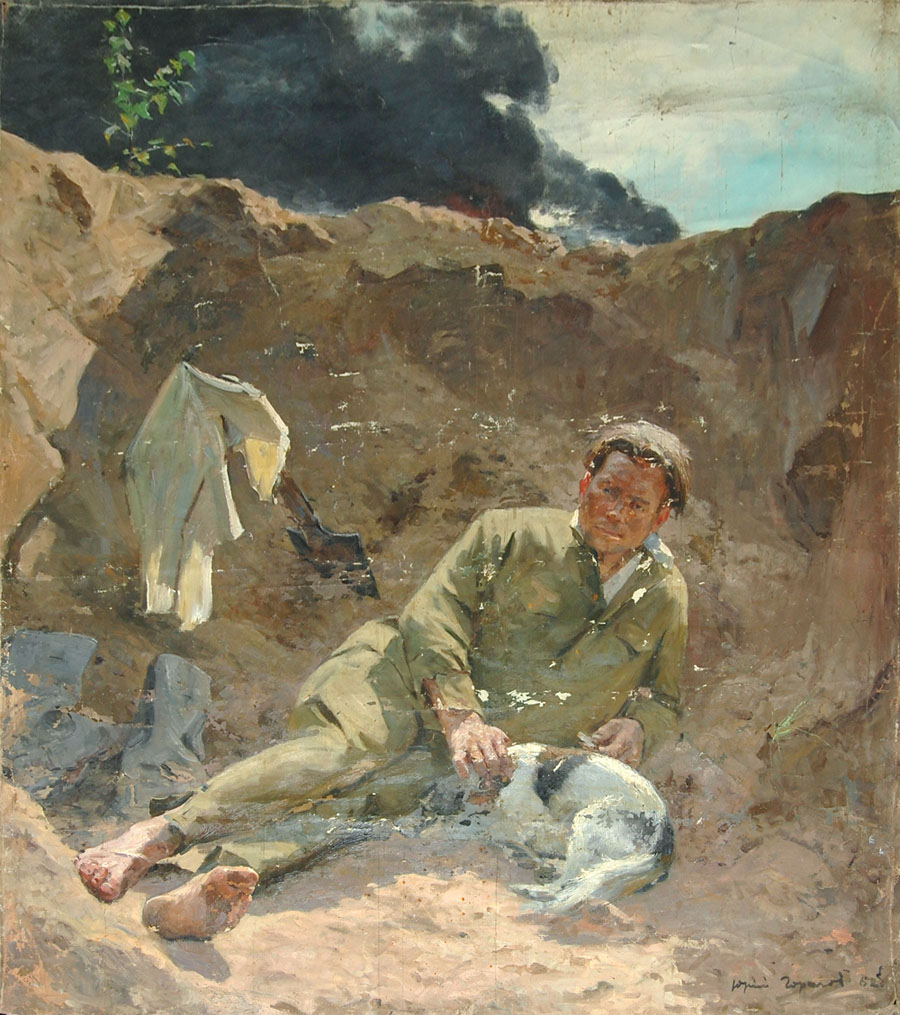
Сушка портянок советским солдатом. Картина Горелова «Хотят ли русские войны», 1962 год
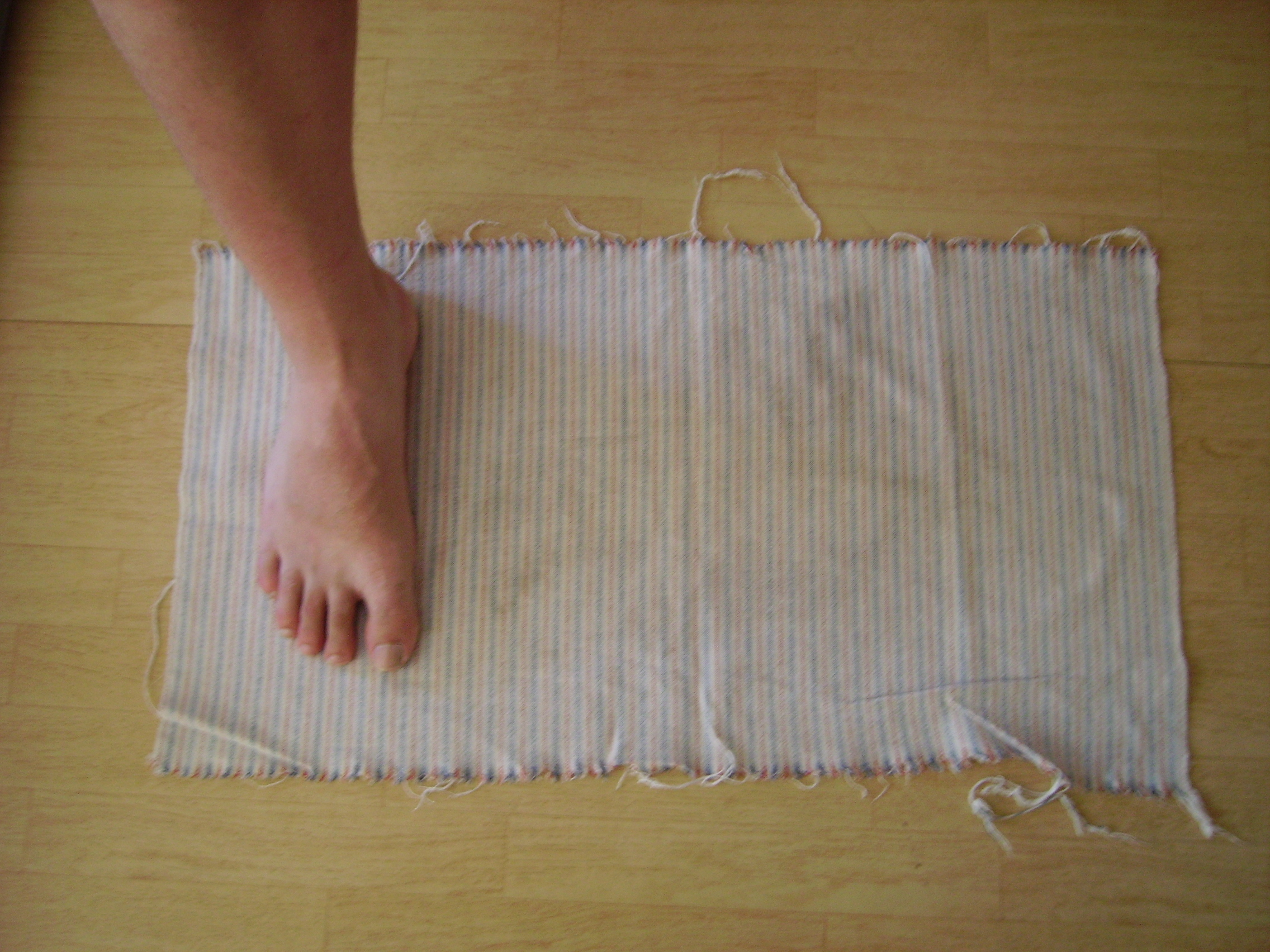
Портянки финской армии

## Достоинства
- Традиционную армейскую обувь — сапоги — проблематично носить с носками, в отличие от портянок, они не выдерживают грубости материала сапога и быстро рвутся;
- В процессе продолжительной ходьбы или бега в сапогах носки съезжают с лодыжки на стопу, а правильно намотанная портянка - нет;
- С наматыванием дополнительного слоя портянки можно носить обувь большего размера;
- Легко стирать централизованно для большого коллектива без разбора на размер и парность (как у носков);
- Можно стирать кипячением и любыми другими видами стирки без повреждений;
- Можно изготовить из любого имеющегося под рукой куска ткани;
- Изнашивается меньше носка и служит дольше;
- В случае намокания (запотевания) портянки её возможно перемотать другим (то есть — сухим) краем на стопу;
- Нога в портянке завёрнута в два слоя ткани, что лучше сохраняет тепло.

Просторные сапоги пред узкими и онучи или портянки пред чулками имеют ту выгоду, что в случае, когда ноги намокнут или вспотеют, можно при первом удобном времени тотчас их скинуть, вытереть портянкою ноги и, обвертев их, опять сухим уже оной концом, в скорости обуться и предохранить их тем от сырости и ознобу. В узких же сапогах и чулках того учинить никак не можно, которых неудобно скинуть, ни свободно опять надеть нельзя, да и чулки не всегда бывает возможность переменить или высушить, через что бедные солдаты, имея беспрестанно ноги мокрые, подвергают нередко себя простуде и другим болезням; не имея нужды при узких сапогах подвязывать крепко свои ноги, солдаты могут и свободнее ходить, и более перенести путевого труда, и обращение крови не останавливается.— Князь Потёмкин-Таврический (из письма Екатерине II, 1783 год)

## Недостатки
- Портянка требует навыков наматывания на ногу, без опыта вероятно получение травм стопы в виде мозолей, первые самостоятельные наматывания желательно проводить под присмотром опытного наставника;
- Размеры превосходят размеры носков;
- Неправильно намотанные на ногу портянки невозможно носить вне обуви как носок, они разматываются и нога остается босой;
- Обувание занимает больше времени.

## В топонимике
Название волгоградского микрорайона Спартановка произошло от деревни Портянка Царицынского уезда Саратовской губернии, возникшей в 19 веке на берегу Волги, вероятно на месте стоянки бурлаков, где они перематывали портянки. К концу 19 века деревня стала Спартанкой. В 1936 году она была присоединена к Тракторозаводскому району Сталинграда и стала застраиваться жильём для рабочих Сталинградского тракторного завода. Возникший рабочий поселок получил более благозвучное название.